# Мултановский, Вячеслав Всеволодович
Вячеслав Всеволодович Мултановский (02.10.1927 — 23.03.2000) — советский и российский физик и педагог, доктор педагогических наук, профессор, заслуженный работник высшей школы Российской Федерации.

## Биография
В. В. Мултановский родился 2 октября 1927 года. Его отец работал агрономом, заведующим совхозом, преподавателем техникума, директором Кировской областной школы агрономов; мать получила сельскохозяйственное и педагогическое образование, работала учителем.
В 1947 году поступил на физико-математический факультет КГПИ им. В. И. Ленина. В 1964 году защитил кандидатскую диссертацию на тему «Функциональная зависимость в курсе физики средней школы».
В 1965—1968 гг. работал деканом физико-математического факультета КГПИ им. В. И. Ленина.
В 1979 году защитил докторскую диссертацию по теории и методике обучения физике на тему «Проблема теоретических обобщений в курсе физики средней школы». В. В. Мултановский стал первым доктором педагогических наук в своём вузе.
В 1968—1996 гг. заведовал кафедрой теоретической физики и методики преподавания физики КГПИ им. В. И. Ленина.
В. В. Мултановский широко известен как автор первого в СССР курса теоретической физики (выпущенного в 4-х томах в издательстве «Просвещение»), предназначенного для студентов педагогических вузов.
За заслуги перед Отечеством и народным образованием профессор В. В. Мултановский награждён орденом «Дружбы народов», «Медалью К. Д. Ушинского», значками «Отличник народного просвещения СССР», «Отличник народного просвещения РСФСР».